# 伯恩哈德七世 (利珀)
伯恩哈德七世（德語：Bernhard VII. zur Lippe，1428年12月4日—1511年4月2日），利珀领主，1429年至1511年在位。伯恩哈德七世担任利珀领主长达81年，是欧洲目前在位时间最久的统治者，因其生前多结世仇而被称为“好斗者”。